# Piaski (powiat inowrocławski)

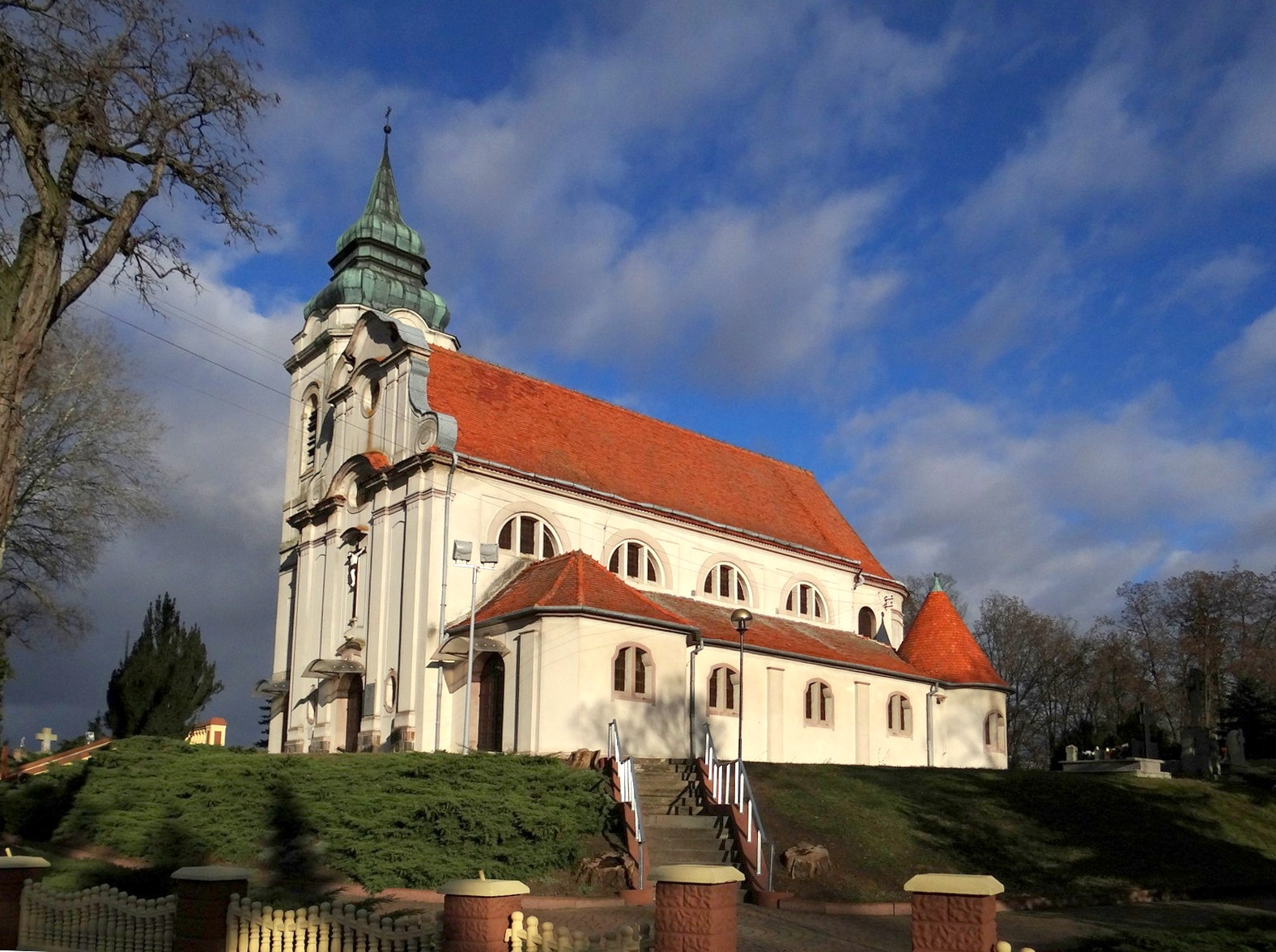
Piaski. Kościół Ścięcia św. Jana Chrzciciela (1932)

Piaski – wieś w Polsce, położona w województwie kujawsko-pomorskim, w powiecie inowrocławskim, w gminie Kruszwica.

## Podział administracyjny
W latach 1975–1998 miejscowość należała administracyjnie do województwa bydgoskiego.

## Parafia katolicka
Piaski są siedzibą parafii św. Jana Chrzciciela.

## Historia

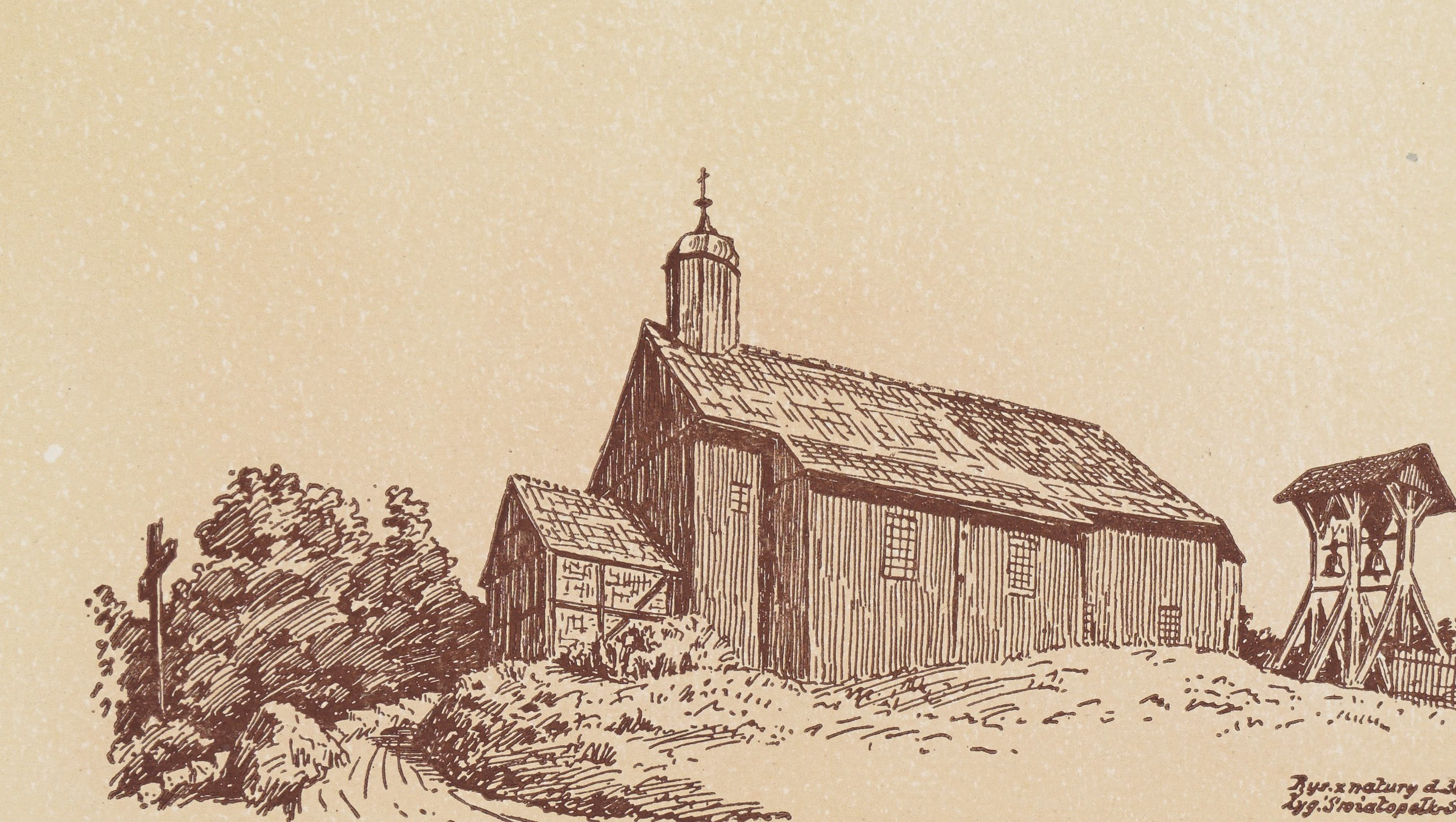
Widok kościoła przed 1917

### Średniowiecze
Znaleziono tu dwie krzemienne siekierki świadczące o wczesnym osadnictwie na tych terenach. Około 1383 roku wieś należała do kapituły kruszwickiej. W czasie wojny Grzymalitów z Nałęczami Piaski zostały złupione przez ludzi Domarata.

### Wiek XVI
Około 1560 roku w Piaskach byli następujący posiadacze gruntów: Feliks Wolski miał 3 łany i 2 zagrodników, Wojciech Szuba 1 łan i 2 zagrodników, Wacław Sowa 1 łan i zagrodnika, Jędrzej Rychalski i Maciej Strzezik po 1 łanie.

### Wiek XIX
W roku 1885 Piaski należały do Czesława Jaczyńskiego. Już wówczas gospodarstwo specjalizowało się w hodowli bydła rasy szwajcarskiej.

### Wiek XX
W 1929 roku właścicielem majątku ziemskiego o powierzchni 575 ha był Władysław Jaczyński. Do majątku należała też cegielnia. W roku 1945 majątek został znacjonalizowany. Piaski jako PGR weszły w skład Kombinatu PGR Kobylniki-Piaski.

## Zabytki
Według rejestru zabytków NID na listę zabytków wpisany jest kościół parafialny pod wezwaniem Ścięcia św. Jana Chrzciciela z 1932 roku, nr rej.: A/1738 z 06.02.2018.

## Demografia
W roku 1885 było tu 10 domów i 133 mieszkańców, w roku 1929 było ich 233. Według Narodowego Spisu Powszechnego (III 2011 r.) wieś liczyła 350 mieszkańców. Jest siódmą co do wielkości miejscowością gminy Kruszwica.

## Urodzeni w Piaskach
- Michalina Kwiatkowska –  polska aktorka, uczestniczka powstania styczniowego[5].